# Taiúva
Taiúva är en kommun i Brasilien.   Den ligger i delstaten São Paulo, i den sydöstra delen av landet, 600 km söder om huvudstaden Brasília. Antalet invånare är 5 447. Arean är 132 kvadratkilometer.
Terrängen i Taiúva är huvudsakligen platt.
Trakten runt Taiúva består till största delen av jordbruksmark. Runt Taiúva är det ganska tätbefolkat, med 93 invånare per kvadratkilometer.